# Circonscription de Ouarzazate
La circonscription de Ouarzazate est la circonscriptions législatives marocaines de la province de Ouarzazate située en région Drâa-Tafilalet. Elle est représentée dans la Xe législature par Essaid Ameskane, Ismail Lamaoui et Said Es-Sadek.

## Historique des députations
| Législature | Début de mandat  | Fin de mandat    | Députés élus | Députés élus             | Députés élus | Députés élus              | Députés élus | Députés élus         |
| ----------- | ---------------- | ---------------- | ------------ | ------------------------ | ------------ | ------------------------- | ------------ | -------------------- |
| IXe         | 26 novembre 2011 | 7 octobre 2016   |              | Abdellah Ait Chaib (PJD) |              | Elhoussain Bouhssini (PI) |              | Abdallah Hinti (PPS) |
| Xe          | 8 octobre 2016   | 8 septembre 2021 |              | Said Es-Sadek (PJD)      |              | Ismail Lamaoui (PAM)      |              | Essaid Ameskane (MP) |
| XIe         | 9 septembre 2021 | ?                |              | Youssef Chiri (RNI)      |              | Hussein Bouhssini (PAM)   |              | Omar El Baz (MP)     |

## Historique des élections

### Découpage électoral d'octobre 2011

#### Élections de 2016
| Parti       | Parti                                         | Voix    | %      | Député(s) élus  |  |
| ----------- | --------------------------------------------- | ------- | ------ | --------------- |  |
|             | Parti de la justice et du développement (PJD) | 17 923  | 27,95  | Said Es-Sadek   |  |
|             | Mouvement populaire (MP)                      | 9 542   | 14,88  | Essaid Ameskane |  |
|             | Parti authenticité et modernité (PAM)         | 8 964   | 13,98  | Ismail Lamaoui  |  |
|             | Parti du progrès et du socialisme (PPS)       | 8 542   | 13,32  |                 |  |
|             | Rassemblement national des indépendants (RNI) | 6 450   | 10,06  |                 |  |
|             | Parti de l'Istiqlal (PI)                      | 4 970   | 7,75   |                 |  |
|             | Mouvement démocratique et social (MDS)        | 1 082   | 1,69   |                 |  |
|             | Union constitutionnelle (UC)                  | 802     | 1,25   |                 |  |
|             | Fédération de la gauche démocratique (FGD)    | 802     | 1,25   |                 |  |
|             | Union socialiste des forces populaires (USFP) | 495     | 0,77   |                 |  |
|             | Parti de l'Espoir (PE)                        | 449     | 0,73   |                 |  |
|             | Front des forces démocratiques (FFD)          | 395     | 0,65   |                 |  |
|             | Parti démocrate national (PDN)                | 327     | 0,53   |                 |  |
|             | Parti de la réforme et du développement (PRD) | 204     | 0,33   |                 |  |
|             | Parti du centre social (PCS)                  | 108     | 0,18   |                 |  |
|             | Parti de la renaissance (PAN)                 | 106     | 0,17   |                 |  |
|             |                                               |         |        |                 |  |
| Inscrits    | Inscrits                                      | 126 079 | 100,00 |                 |  |
| Abstentions | Abstentions                                   | 64 918  | 51,49  |                 |  |
| Exprimés    | Exprimés                                      | 61 161  | 48,51  |                 |  |

#### Élections de 2021
| Parti       | Parti                                                       | Voix    | %      | Députés élus      |  |
| ----------- | ----------------------------------------------------------- | ------- | ------ | ----------------- |  |
|             | Rassemblement national des indépendants (RNI)               | 30 677  | 36,32  | Youssef Chiri     |  |
|             | Mouvement populaire (MP)                                    | 21 982  | 26,03  | Omar El Baz       |  |
|             | Parti authenticité et modernité (PAM)                       | 13 168  | 15,59  | Hussein Bouhssini |  |
|             | Parti de l'Istiqlal (PI)                                    | 6 932   | 8,09   |                   |  |
|             | Parti du progrès et du socialisme (PPS)                     | 5 819   | 6,89   |                   |  |
|             | Parti de la justice et du développement (PJD)               | 1 967   | 2,33   |                   |  |
|             | Union socialiste des forces populaires (USFP)               | 1 045   | 1,24   |                   |  |
|             | Parti socialiste unifié (PSU)                               | 687     | 0,81   |                   |  |
|             | Alliance de la fédération de gauche (AGD)                   | 618     | 0,73   |                   |  |
|             | Parti de l'environnement et du développement durable (PEDD) | 526     | 0,62   |                   |  |
|             | Parti des Néo-Démocrates (PND)                              | 459     | 0,54   |                   |  |
|             | Parti de l'unité et de la démocratie (PUD)                  | 223     | 0,26   |                   |  |
|             | Union marocaine pour la démocratie (UMD)                    | 181     | 0,21   |                   |  |
|             | Parti de la renaissance (PAN)                               | 144     | 0,17   |                   |  |
|             | Parti vert marocain (PVM)                                   | 77      | 0,09   |                   |  |
|             | Parti du centre social (PCS)                                | 47      | 0,06   |                   |  |
|             |                                                             |         |        |                   |  |
| Inscrits    | Inscrits                                                    | 138 678 | 100,00 |                   |  |
| Abstentions | Abstentions                                                 | 54 126  | 39,03  |                   |  |
| Exprimés    | Exprimés                                                    | 84 552  | 60,97  |                   |  |